# 十二東波島
十二东波岛（：／ Sibidongpado */?），是大韩民国的群岛，位于黄海，由12个无人岛组成，由全罗北道负责管辖。